# 犬山紙子
犬山 紙子（いぬやま かみこ、1981年12月28日 - ）は、日本のコラムニスト、エッセイスト、ラジオパーソナリティ。大阪生まれで、幼少時代を大阪府と兵庫県で過ごし、中学時に宮城県へ移住。仙台市の出版社で編集者として勤務するが介護離職し、その後マガジンハウスからブログ本「負け美女」を出版する。作家デビュー後は雑誌、ラジオなどのメディアなどに出演し、TVでコメンテーターとしても活動している。

## 人物
友人達から聞いた「美女にもかかわらず負けている恋愛エピソード」を収集してブログのネタにしていた。「負け美女」は自称ではなく、自分は含まれないとたびたび明言している。のちにブログなどで『負け美女』の表題について、人を勝ち負けでくくってしまったことへの反省を綴る。
2011年に『負け美女』のプロフィールで彼氏が3年いないと自称し、原因は惚れにくい性質によるものとインタビューなどで答えた。2013年6月12日にブログで音楽プロデューサーの劔樹人と交際を開始したと発表し、2014年8月8日に結婚する。夫婦はモーニング娘。とハロー!プロジェクトの熱烈なファンで、推しはモーニング娘。の小田さくらと語る。
第8回したまちコメディ映画祭in台東の審査員を務めた。2016年8月13日に「企画でメシを食っていく2016」のコラム企画で講師として参加する。8月23日放送のテレビ東京「開運!なんでも鑑定団」に出演し、1970年代当時に夫の叔父がグァテマラで4万円で買った器が8世紀マヤ文明時代のもので120万円と鑑定される。同年8月4日にブログで第1子の妊娠を公表し、2017年1月6日に女児を出産する。
2018年6月に目黒区の女児虐待死事件を受け、児童虐待防止のボランティアチーム『＃こどものいのちはこどものもの』を発足。メンバーに坂本美雨、ファンタジスタさくらだ、福田萌、眞鍋かをりがいる。SNSに集まった児童虐待防止を願う声をまとめ、当時の厚労省副大臣牧原秀樹に提出する。のちにメンバーと取材を重ね、11月に社会的養護啓発プログラム『こどもギフト』を立ち上げる。クラウドファンディングで団体と施設6か所に対する支援を募集して14,698,500円が集まる。2019年3月に二度目の支援先募集を開始した。『桃太郎電鉄シリーズ』を学生時代から愛好する。同年10月11日放送の『プレイステーション presents ライムスター宇多丸とマイゲーム・マイライフ』（TBSラジオ）にゲスト出演し、「桃鉄は運ゲーではない。詰め将棋だ」と語り、5年プレイまではほぼ運だが、10年ほどプレイするとサイコロを増やせるカードを使った戦略が必要だと語る。

## 受賞歴
- 第12回　ペアレンティングアワード文化人部門受賞

## 著書
- 負け美女 ルックスが仇になる （2011年10月13日、マガジンハウス） ISBN 978-4838723522
  - 負け美女 ルックスが仇になる （magazinehouse pocket） （2013年9月24日、マガジンハウス） 大増量の新装版 ISBN 978-4838726134
- 邪道モテ! オンナの王道をゆけない女子のための新・モテ論 （峰なゆか共著、2012年6月15日、宝島社） ISBN 978-4796671897
  - 恋愛カースト 恋に悩めるすべての女子に捧ぐ「邪道モテ」のススメ (宝島SUGOI文庫) （峰なゆか共著、2013年7月4日、宝島社） ISBN 978-4800212719
- 街コンのホントのところ （2013年1月22日、新人物往来社） ISBN 978-4404042903
- 嫌われ女子50 （2013年4月20日、ベストセラーズ） ISBN 978-4584134924
  - 地雷手帖 嫌われ女子50の秘密 (文春文庫) （2015年5月8日　文藝春秋） ISBN 978-4167903732
- 高学歴男はなぜモテないのか (扶桑社新書) （2013年8月31日、扶桑社、ISBN 978-4594068783）
- 女は笑顔で殴りあう マウンティング女子の実態  （瀧波ユカリ共著、2014年2月8日、筑摩書房） ISBN 978-4480815194
  - マウンティング女子の世界 女は笑顔で殴りあう （ちくま文庫） （瀧波ユカリ共著、2017年2月8日 筑摩書房） ISBN 978-4480434319
- ベスト・エッセイ2014 （2014年6月、日本文藝家協会編） ISBN 978-4895287371　犬山紙子「GODDOG」を収録。
- SNS盛 恋と仕事で差をつける秘密テク （2015年3月10日　学研） ISBN 978-4054062283
- 言ってはいけないクソバイス （2015年10月15日　ポプラ社） ISBN 978-4591146590
- 悲しきオンナたちの口癖 （2015年12月15日　ぶんか社） ISBN 978-4821143825
- 私、子ども欲しいかもしれない。: 妊娠・出産・育児の“どうしよう”をとことん考えてみました （2017年6月23日　平凡社） ISBN 978-4582837612
- アドバイスかと思ったら呪いだった。(ポプラ文庫)（2018年6月5日、ポプラ社） ISBN 978-4591159248
- すべての夫婦には問題があり、すべての問題には解決策がある (扶桑社新書)（2020/3/26、扶桑社）ISBN-978-4594084509

## 現在の出演
太字はレギュラー。

### テレビ
現在の出演
- ドデスカ＋（2023年10月2日 - 、メーテレ） - 月曜コメンテーター
- ピタニュー（広島ホームテレビ）- 水曜コメンテーター
- 旬感LIVE とれたてっ!（2023年10月-、関西テレビ）-不定期出演
- プレバト!!（俳句・特待生1級、色鉛筆・名人7段 、ストーンアート・特待生5級）（MBS・TBS） - 不定期出演
- newsランナー（2023年4月 - 、関西テレビ）-不定期出演
- LIVEコネクト!(2023年4月-、関西テレビ）-不定期出演

### ラジオ
- 井上貴博 土曜日の『あ』（2024年4月‐、TBSラジオ）

## 過去の出演

### テレビ
過去の出演
- ゴロウ・デラックス（2011年12月2日、TBS）
- 私の何がイケないの?（2012年、TBS）
- 芸能★BANG!（2012年、日本テレビ）
- 極嬢ヂカラPremium（2012年、テレビ東京）
- 内村とザワつく夜（2013年 - 2014年、TBS）
- ガチャガチャV6（2013年、TBS）
- 流星バケーション（2013年3月25日、TBS） - 眞鍋かをりと2人旅
- 今は役に立たないけど、いつか知っててよかったと思うやりかた大図鑑（2013年、フジテレビ）
- ストライクTV（2013年8月5日、テレビ朝日）
- 踊る!さんま御殿!!（2013年10月8日、日本テレビ）
- だんくぼ（2014年1月6日、テレビ朝日）
- 寝ラレナガールズ（2014年5月6日、東北放送）
- OV監督（フジテレビ）
  - テーマ「おめでとう」（2014年6月16日） - 初の女性監督として出演。
- ワイドナショー（2014年7月6日・9月14日、フジテレビ）
- EyeSight presents 恋するドライブ（2014年6月18日・25日、BS朝日）
- ビートたけしのTVタックル（2014年・2015年・2016年・2017年・2018年・2019年、テレビ朝日）
- アグレッシブですけど、何か?（広島ホームテレビ）
  - アグレッシブ人生学部「痛男にならない学」（2014年7月30日）
  - 犬山&峰のワガママぶらり旅（2014年10月22日・29日） - 峰なゆかとぶらり旅
  - 犬山&峰のワガママぶらり旅2（2015年1月14日・21日） - 峰なゆかとぶらり旅パート2
- BF会議（2014年9月30日 - 2015年3月24日、テレビ朝日）
- バイキング（2014年12月25日、フジテレビ）
- 水曜日のダウンタウン（2015年1月21日、TBS）
- みんなのニュース（2015年4月1日 - 12月24日、フジテレビ） - 水曜・隔週木曜レギュラーコメンテーター
- ゆうがたLIVEワンダー（2015年4月3日 - 2016年3月25日、関西テレビ） - 金曜レギュラーコメンテーター
- 恋とか愛とか(仮) （2015年4月23日 - 2017年1月19日・2017年4月6日 - 2021年3月25日、広島ホームテレビ） - レギュラー 恋愛マエストロ（MC） 毎週金曜（毎週木曜深夜）0時15分 - 0時35分
  - あすの恋とか（仮）（2015年4月 - 2016年3月30日、2016年8月、広島ホームテレビ） - レギュラー 恋愛マエストロ（MC）。「恋とか愛とか(仮)」の前夜、毎週水曜深夜24時35分 - 24時40分に放送の5分番組。
  - 今夜の恋とか（仮）（2016年4月6日 - 2017年1月12日、広島ホームテレビ） - レギュラー 恋愛マエストロ（MC）。「恋とか愛とか(仮)」放送前の毎週木曜23時10分 - 23時15分に放送の5分番組。
- Together〜だれにも言えないこと〜 （2015年5月30日・6月27日・8月22日・12月26日、2016年1月30日・2月27日・3月26日・5月7日・6月4日・7月2日・8月6日・9月3日・10月1日・11月5日・12月3日、2017年1月7日・2月4日・5月6日 - 、BS-TBS） 毎月最終土曜日 不定期出演
- 生!池上彰×山里亮太（2016年3月4日・2018年2月2日、MBSテレビ）
- 総合診療医ドクターG 「学校に行けない」（2016年4月13日、NHK総合）
- 話王 2ショットフリートークNo1決定戦（2016年4月20日、日本テレビ）※優勝
- 橋下×羽鳥の新番組（仮）（2016年4月25日・5月1日、テレビ朝日） - コメンテーター
- 週刊ニュースリーダー（2016年4月30日・6月4日、テレビ朝日） - コメンテーター
- 世界一受けたい授業（2016年5月7日、日本テレビ）
- オタ恋（2016年7月23日 - 30日、BS朝日）
- 胸いっぱいサミット!（2016年8月20日、関西テレビ）
- 開運!なんでも鑑定団（2016年8月23日、テレビ東京）※マヤ文明時代の鉢
- スッキリ!!（水曜レギュラー[28]：2015年3月30日 - 2016年3月23日、金曜レギュラー：2016年4月1日 - 11月25日、日本テレビ） - 金曜レギュラーコメンテーター
- 所さん!大変ですよ（2015年4月23日・6月11日・7月30日・11月5日・12月3日、NHK総合） - 木曜日 準レギュラーコメンテーター
- みんなのニュース ワンダー（2016年4月1日 - 9月：金曜レギュラー、2016年10月 - 11月：水曜レギュラー、関西テレビ） - 水曜レギュラーコメンテーター
- ドデスカ! （2016年4月12日 - 11月・2017年4月25日 - 2019年2月、メ〜テレ） - 毎月最終火曜レギュラーコメンテーター
- WOWOW PLUS MUSIC -深夜1時の音楽タイム- ベッド・インのバブルONないと！ #4（2020年5月7日、歌謡ポップスチャンネル）※リピート放送あり
- スッキリ（2018年4月 - 2022年3月、日本テレビ） - 金曜レギュラーコメンテーター（2018年9月まで木曜レギュラー）
- 報道ランナー（2017年10月 - 2023年3月、関西テレビ）
- 八千代ライブ（2017年4月 - 、新潟総合テレビ） - 不定期出演
- ワイド!スクランブル（2018年10月 - 、テレビ朝日） - 火曜レギュラーコメンテーター
- チャント!（2019年4月 - 、CBCテレビ） - 水曜コメンテーター
- サタデーウォッチン（2020年4月 - 、tbcテレビ) - 不定期出演
- アップ!（2021年11月 - 2023年9月26日、メーテレ） - 火曜コメンテーター
- あさイチ（2023年12月6日、2024年4月22日、NHK総合）
- ハートネットTV（2023年10月10日、2024年2月12日、NHK Eテレ）
- 超多様性トークショー!なれそめ（2024年5月3日、NHK Eテレ）
- 上田と女がDEEPに吠える夜（2024年6月25日、日本テレビ）

### ラジオ
- 鴻上尚史と里田まいのサンデー・オトナラボ（2011年11月14日、ニッポン放送）
- 小島慶子 トークイン・クローゼット（2012年7月、ネットラジオ（YouTube））
- 真夜中のハーリー&レイス（2013年7月9日、ラジオ日本）
- 大竹まこと ゴールデンラジオ!（2014年8月19日、文化放送）
- 年忘れ!女子とオヤジのはしご酒2014（2014年12月29日、NHKラジオ第1）
- らじらー!（2015年4月25日、NHKラジオ第1）
- 鈴木敏夫のジブリ汗まみれ（2015年11月29日、TOKYO FM系列全国38局ネット）
- 犬山紙子のハキダシ女子レディオ（2016年11月20日、MBSラジオ） - 近藤夏子、松井愛と女子会トーク
- ごごラジ!（2017年4月3日 - 2018年2月26日 、NHKラジオ第1） - 月曜パーソナリティ
- ホメラニアン（2019年4月1日 - 12月31日、TOKYO FM） - 月曜・火曜MC
- 犬山の遠吠え!やってまーす（2020年5月 -2023年3月、MBSラジオ・Radiotalk）

### インターネット
- ニュース番組『AbemaPrime』直前スペシャル第2弾（2016年4月5日、AbemaTV） - コメンテーター
- 人狼最大トーナメントseason2（2016年4月24日、ニコニコ生放送）
- AbemaPrime （2016年4月12日 - 、AbemaTV） - 不定期出演

### CM
- サントリー 『サントリープレシャス』「女子会with渡部 北海道版」篇（2015年4月、北海道限定）[29][30]
- エスエス製薬 『エスカップ』「がんばる人々 六本木」篇（2015年6月）

### ミュージックビデオ
- アカシック『サイノロジック』（2015年、WARNER MUSIC JAPAN） - 理姫の姉 役

### ライブイベント
- HARAJUKU SUMMIT -越境するファッション-（2016年3月27日、ラフォーレミュージアム原宿）
- ダイナマイト関西2016〜オープントーナメント前夜祭〜（2016年5月8日、東京・ルミネtheよしもと）

### トークショー
- ガイ・リッチー監督映画『コードネーム U.N.C.L.E.』女性限定試写会（2015年11月9日、都内） 上映後、トークショー
- ロキソニンS presents. 「女性活躍のカゲで急増中!?犬山紙子さんに学ぶ. "イタい女子"にならないためのプレミアムな処世術」（2016年5月21日「WOMAN EXPO TOKYO 2016」東京ミッドタウン、2016年7月17日「WOMAN EXPO FUKUOKA 2016」アクロス福岡）
- イタリア映画『おとなの事情』トークイベント付き女子限定試写会（2017年3月15日、ユーロライブ）
- 日経 オトナ女子の会in広島 「上司、同僚、後輩〜やらかし男子との付き合い方〜」（2017年10月14日、RCC文化センター）

## 連載
雑誌
- 『痛男(イタメン)!』（2012年5月 - 2018年7月「週刊SPA!」、扶桑社）
- 『悲しき負け美女の口癖』（2012年5月 - 2015年8月号、「GINA」ぶんか社）
  - 『そこまでやるか!?女の秘技』（2015年9月号 - 11月号、「GINA」ぶんか社）
- 『犬山紙子のカミつきたい夜』（「UOMO」集英社）
- 『犬山紙子のふんいき美人道』（「steady.」宝島社、2014年6月号 - 終了）
- 『SanPakuちゃんのわがまま気まま相談室』（2015年5月 - 、「anan」マガジンハウス）
- 『モテ読書』（2015年5月号 - 2018年1月号、「文學界」文藝春秋）
- 『犬山紙子のLINE交換記 キラキラ女になれなくて』（2016年4月号 - 終了、「Domani（ドマーニ）」小学館）
- 『ピッカピカの! ワーキングマザー一年目』（「Domani（ドマーニ）」小学館、終了）
- 『小町拝見』（2017年 - 、読売新聞）
- 『美欲おもむくまま』（2017年 - 、「＆ROSY」宝島社）
- 『むらむら読書』（2018年2月号 - 、「文學界」文藝春秋）
- 『他人円満』（2018年8月 - 2020年4月7日号、「週刊SPA!」 扶桑社）
- 『犬山紙子のおサボり母ちゃん日記』（「steady.」宝島社）
- 『犬山紙子のクソバイスバリア！』（「CHANTO」主婦と生活社）

WEB
- 『いまどきマガジン 仙台フリーマガジン』[リンク切れ]（PC版、月刊）
  - 「恋ラボ」イラスト（2012年 - 2015年1・2月合併号）
  - 「女の本音NG境界線」イラスト（2015年3月号 - 5月号）
- 『ビジネスマンのための女心検定』（2014年4月8日 - 7月31日、日経ビジネスオンライン） 全5回
- 『犬山紙子の夜更けの女子トーーーク』（2014年5月10日 - 11月14日、anan総研（マガジンハウス） 全17回
- 『犬山紙子の、そろそろ本気出さないと死ぬ ～堕落しすぎた女は美しくなれるのか～』（2014年8月1日 - 2015年3月2日、学研よみものウェブ ほんちゅ！） 全6回
- 『あの娘が私服に着替えたら』（2014年10月31日・11月21日、ぐるなび みんなのごはん） 全4回
- 『言ってはいけないクソバイス』（2015年6月19日・6月22日、WEB asta（ポプラ社））
- 『女の本音NG境界線』（2015年11月25日 - 2016年12月14日、仙臺いろは） 全20回
- 『私、子どもできたけど、どうしよう〜子どもについて、本音で聞かせて下さい!〜』（2016年2月16日 - 12月、毎月第1・3火曜日更新、ウェブ平凡（平凡社））
  - 当初の連載タイトル『私、子ども欲しいかもしれない?子どもについて、本音で聞かせて下さい!』から上記タイトルに変更。
- 『犬山紙子のあたまのなか』（2017年4月6日 - 9月15日、nikkei WOMAN Online（日経BP社）） 全15回
- 『女の本音堂』（2017年5月18日 - 、仙臺いろは）
- 『YOMIURI ONLINE 拝見小町』（2017年 - 、YOMIURI ONLINE 発言小町＋） 不定期
- 『クラシエ プロスタイル あるある女子図鑑』（2017年9月6日 - 10月25日、全8回、クラシエ） 主演：真野恵里菜、脚本・監修：犬山紙子
- 『犬山紙子の答えはなくとも育児会議〜楽になりたくて』（2017年10月5日 - 、kufura（小学館）） 毎週木曜更新
- 『犬山紙子がいまおもうこと』（madame FIGARO.jp）月一更新

## DVD
- オモクリ監督ゲスト監督作品集2（2015年9月16日、フジテレビジョン） 犬山紙子監督作品を収録。
- オモクリ監督ゲスト監督作品集3（2015年9月16日、フジテレビジョン） 犬山紙子監督作品を収録。